# Cséklye
Cséklye (Cetea), település Romániában, a Partiumban, Bihar megyében.

## Fekvése
A Réz-hegységben, a Tyityisóra-patak mellett, Nagybáródtól északnyugatra fekvő település.

## Története
Cséklye nevét 1392-ben Chekhyas néven említette először oklevél. Neve a Csáklya szóból keletkezett, névhasadással: Csáklya~Cséklye.
1406-ban p. walachalis Chaklya, 1443-ban Cheklye, 1808-ban Cséklye ~ Czéklye, Cseka, 1913-ban Cséklye néven írták. Cséklye régen a Báródsághoz tartozott. 1500-ban a Venter család birtokai közé sorolták. 1910-ben 638 lakosából 4 magyar, 7 német, 624 román volt. Ebből 42 görögkatolikus, 582 görögkeleti ortodox, 10 izraelita volt. A trianoni békeszerződés előtt Bihar vármegye Élesdi járásához tartozott.

## Nevezetességek
- Görög keleti temploma - 1830-ban épült.